# Estela Scarlata
Estela "Piqui" Scarlata (23 de marzo de 1942 - 3 de agosto de 2023) fue una escenógrafa y dramaturga premiada de Argentina. Cofundó la Fundación Bilingüe de las Artes con Carmen Zapata y Margarita Galbán en 1972. También trabajó para la Academia de Teatro de Los Ángeles como diseñadora de vestuario y escenografía hasta 2019.

## Primeros años de vida
Estela "Piqui" Scarlata nació en Mar del Plata, Buenos Aires, Argentina el 23 de marzo de 1942. Su familia tiene ascendencia Italiana, Húngara, Española y Brasileña. Se mudó a Los Ángeles, California en 1965.

## Carrera
Scarlata comenzó su carrera como restauradora de arte en Santa Mónica antes de convertirse en escenógrafa en el Teatro 6 Actores, un teatro con capacidad para 99 personas en Hollywood, California . A principios de la década de 1970, Scarlata se convirtió en una de las primeras mujeres en trabajar como carpintera en CBS Channel 2.
En 1972, Scarlata cofundó la Fundación Bilingüe de las Artes (BFA) con la productora gerente Carmen Zapata y la directora artística Margarita Galbán, y se desempeñó como gerente de producción/directora técnica y escenógrafa residente. Continuó trabajando con BFA, que se encontraba en la cárcel difuncta de Lincoln Heights, durante 37 años, tiempo durante el cual diseñó decorados para entre 150 y 200 obras.
Scarlata es autora de varias obras de teatro. En 1975, trabajó con el dramaturgo C. Bernard Jackson para traducir su obra La Factoria a Wanted: Experienced Operadores, un musical sobre trabajadores indocumentados de fábricas clandestinas. A finales de la década de 1980, Scarlata también escribió varias obras de teatro para niños, entre ellas Rainbow Red, The Wiseman of Chichen Itza y Young Moctezuma, algunas de las cuales realizaron giras por las escuelas del LAUSD . En 2008 escribió Memorias del Tango, un musical sobre su familia en Argentina.
Scarlata también se desempeñó como coordinadora del festival Reader's Theatre, un programa que comenzó en BFA en 1984 y duró hasta 2008, que incluía una serie de obras con debates y comentarios del público.
De 2011 a 2019, Scarlata trabajó como escenógrafa y diseñadora de vestuario para la Academia de Teatro de Los Ángeles (LATA). También escribió y adaptó varias obras de teatro para el programa.

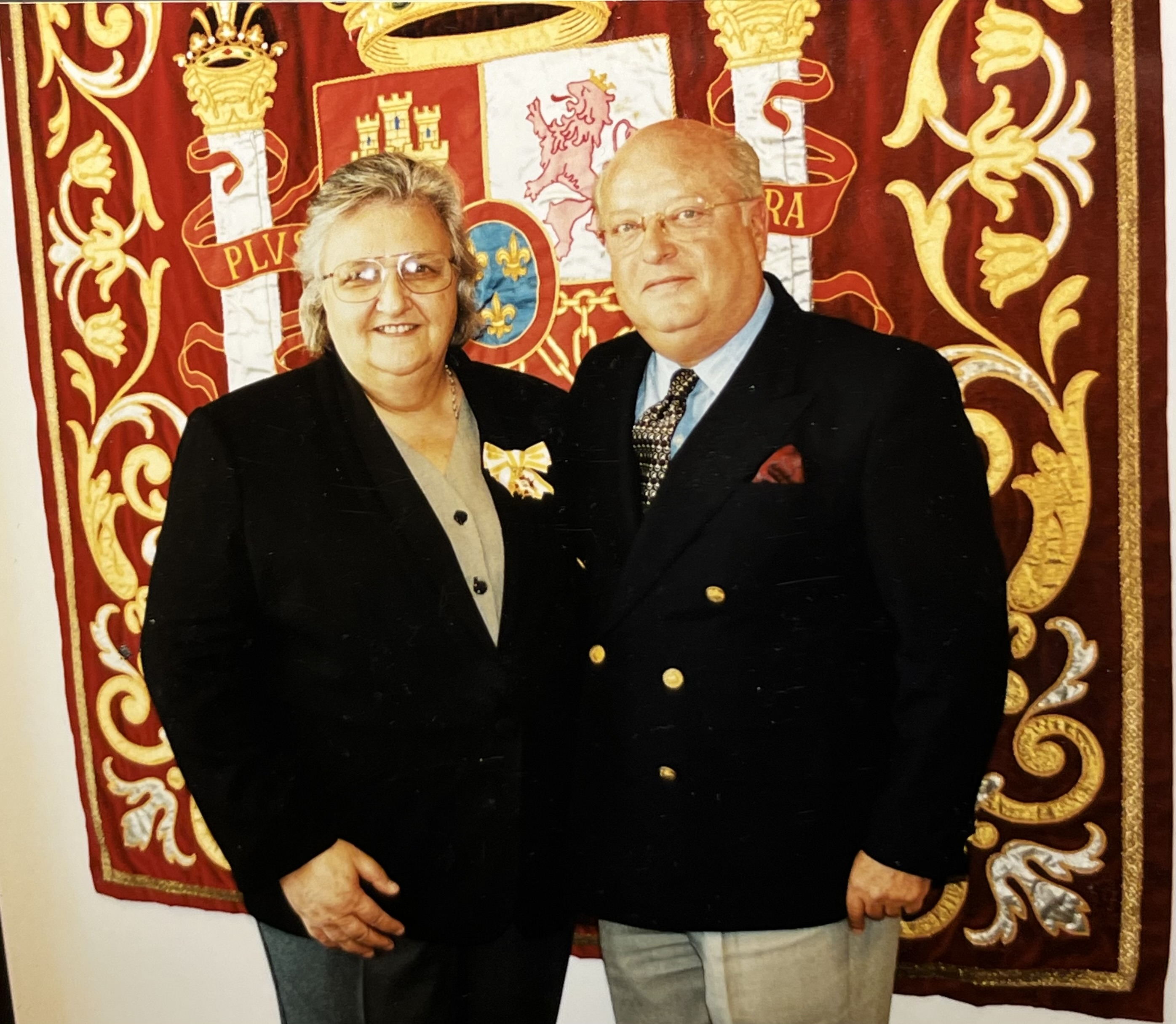
Estela Scarlata recibiendo la Cruz Oficial de la Orden de Isabel la Católica de manos del Embajador de España en Estados Unidos Antonio de Oyarzabal y Marchesi en 1999.

## Premios
Scarlata ganó el Premio Drama-Logue al Logro Artístico en Escenografía por Doña Rosita La Soltera, compartido con David Barber, en 1980, La casa de Bernarda Alba en 1997 y 1998, y Las desgracias de una casa en 1998. En 1999, Scarlata fue nombrada caballera por su majestad el Rey Juan Carlos de España y recibió la Cruz Oficial de la Orden de Isabel la Católica por su compromiso de preservar la lengua y la cultura Hispána a través de las artes escénicas.

## Producciones Teatrales
| Title                                                                       | Venue | Year(s)   | Notes                                                                                       |  |
| --------------------------------------------------------------------------- | --- | --------- | ------------------------------------------------------------------------------------------- |  |
| Los Signos del Zodiaco                                                      | Teatro de Golden Gate                                                                                          | 1972      |                                                                                             |  |
| El Quelite                                                                  | Teatro de Golden Gate                                                                                          | 1973      |                                                                                             |  |
| Wanted: Experienced Operators                                               | Centro Cultural de la Ciudad Interna, Centro de Convencion de Fresno, Teatro de Al J. Williams, varios lugares | 1975      | Obra coescrita por Estela Scarlata.                                                         |  |
| Doña Rosita La Soltera                                                      | Fundación Biligingue de las Artes                                                                              | 1980      | Premio Drama-Logue al Logro Artístico en Escenografía compartido de David Barber en 1980.   |  |
| Rainbow Red                                                                 | Fundación Biligingue de las Artes, varias escuelas de LAUSD                                                    | 1980-1986 | Escrita por Estela Scarlata.                                                                |  |
| The Wiseman of Chichen Itza                                                 | Fundación Biligingue de las Artes, varias escuelas de LAUSD                                                    | 1988-1990 | Escrita por Estela Scarlata.                                                                |  |
| Young Moctezuma                                                             | Fundación Biligingue de las Artes, varias escuelas de LAUSD                                                    | 1989      | Escrita por Estela Scarlata.                                                                |  |
| La Celestina                                                                | Fundación Biligingue de las Artes                                                                              | 1992      |                                                                                             |  |
| The House of the Spirits/La Casa de los Espiritus                           | Fundación Biligingue de las Artes                                                                              | 1996      |                                                                                             |  |
| The House of Bernarda Alba                                                  | Fundación Biligingue de las Artes                                                                              | 1997-2007 | Premio Drama-Logue al Logro Artístico en Escenografía en 1997 y 1998.                       |  |
| The Misfortunes of a House                                                  | Fundación Biligingue de las Artes                                                                              | 1998      | Premio Drama-Logue al Logro Artístico en Escenografía en 1998.                              |  |
| Our Lady of the Tortilla                                                    | Fundación Biligingue de las Artes                                                                              | 1998      |                                                                                             |  |
| Parade of Strange Images                                                    | Fundación Biligingue de las Artes                                                                              | 1998      |                                                                                             |  |
| <i id="mwxA">Too Many Tamales</i>                                           | Fundación Biligingue de las Artes                                                                              | 1999-2007 |                                                                                             |  |
| Maria La O                                                                  | Fundación Biligingue de las Artes                                                                              | 1999-2007 |                                                                                             |  |
| Witless Lady/La Dama Boba                                                   | Fundación Biligingue de las Artes                                                                              | 1999      |                                                                                             |  |
| Guantanamera                                                                | Fundación Biligingue de las Artes                                                                              | 1999      |                                                                                             |  |
| Blood Wedding                                                               | Fundación Biligingue de las Artes                                                                              | 1999      |                                                                                             |  |
| Rosalba y los Llaveros                                                      | Fundación Biligingue de las Artes                                                                              | 2000      | En colaboración con Danza Floricanto y El Departamento de Asuntos Culturales de Los Angeles |  |
| La Venganza de Don Mendo                                                    | Fundación Biligingue de las Artes                                                                              | 2001      |                                                                                             |  |
| Salon Mexico                                                                | Fundación Biligingue de las Artes                                                                              | 2001-2005 |                                                                                             |  |
| Lorca y Las Mujeres                                                         | Fundación Biligingue de las Artes                                                                              | 2002      |                                                                                             |  |
| El Alcalde de Zalamea                                                       | Fundación Biligingue de las Artes                                                                              | 2002      |                                                                                             |  |
| <i id="mwARE">Juventud, divino tesoro/Divine Treasure of Youth</i>          | Fundación Biligingue de las Artes                                                                              | 2002      |                                                                                             |  |
| Los Clasicos Enredos                                                        | Fundación Biligingue de las Artes                                                                              | 2003      |                                                                                             |  |
| Don Juan Tenorio                                                            | Fundación Biligingue de las Artes                                                                              | 2003      |                                                                                             |  |
| Fiesta del Dia de los Muertos                                               | Fundación Biligingue de las Artes                                                                              | 2004      |                                                                                             |  |
| Reader's Theatre                                                            | Fundación Biligingue de las Artes                                                                              | 2004      | Estela Scarlata served as Festival Coordinator for this event.                              |  |
| Zarzuelas Under The Stars                                                   | Fundación Biligingue de las Artes                                                                              | 2004      |                                                                                             |  |
| Fiesta del Dia de los Muertos                                               | Fundación Biligingue de las Artes                                                                              | 2004      |                                                                                             |  |
| Solamente Una Vez/You Belong to my Heart                                    | Fundación Biligingue de las Artes                                                                              | 2003-2004 |                                                                                             |  |
| Don Quixote: The Last Adventure                                             | Fundación Biligingue de las Artes                                                                              | 2004      |                                                                                             |  |
| Fiesta del Dia de los Muertos                                               | Fundación Biligingue de las Artes                                                                              | 2004      |                                                                                             |  |
| New Works Festival                                                          | Fundación Biligingue de las Artes                                                                              | 2005      |                                                                                             |  |
| La Zapatera Prodigiosa/The Shoemaker's Prodigious Wife                      | Fundación Biligingue de las Artes                                                                              | 2005      |                                                                                             |  |
| Yerma                                                                       | Fundación Biligingue de las Artes                                                                              | 2006      |                                                                                             |  |
| <i id="mwAXI">Sucedio en la Habana/It Happened in Havana</i>                | Fundación Biligingue de las Artes                                                                              | 2006      |                                                                                             |  |
| Un Domingo en la Alameda/A Sunday in the Alameda                            | Fundación Biligingue de las Artes                                                                              | 2006      |                                                                                             |  |
| Las Leandras                                                                | Fundación Biligingue de las Artes                                                                              | 2008      |                                                                                             |  |
| Erendira                                                                    | Fundación Biligingue de las Artes                                                                              | 2008      |                                                                                             |  |
| La Jaula de las Locas                                                       | Fundación Biligingue de las Artes                                                                              | 2008      |                                                                                             |  |
| La Verbena de San Antonio                                                   | Fundación Biligingue de las Artes                                                                              | 2008      |                                                                                             |  |
| Memorias del Tango                                                          | Fundación Biligingue de las Artes                                                                              | 2008      | Obra escrita por Estela Scarlata.                                                           |  |
| El Fieston de las Calaveras                                                 | Fundación Biligingue de las Artes                                                                              | 2008      |                                                                                             |  |
| El Bicentenario de la Independencia y centenario de la Revolucion de Mexico | Anfiteatro de Elysian Park                                                                                     | 2010      |                                                                                             |  |
| The Immigrant                                                               | Anfiteatro de Elysian Park                                                                                     | 2010-2019 | Play written by Estela Scarlata.                                                            |  |
| Too Many Skeletons                                                          | Anfiteatro de Elysian Park                                                                                     | 2010-2019 | Play adapted from La Difunta Familia Diaz                                                   |  |
| LATA Choir                                                                  | Anfiteatro de Elysian Park, casas de residentes discapacitadas del Cañón de Solano                             | 2010-2019 | Vestuarios diseñados y construidos por Estela Scarlata.                                     |  |
| The Lion Sleeps Tonight                                                     | Anfiteatro de Elysian Park                                                                                     | 2010-2019 | Adaptación de la canciónThe Lion Sleeps Tonight por Estela Scarlata.                        |  |
| Don Quijote de la Mancha                                                    | Anfiteatro de Elysian Park                                                                                     | 2010-2019 | Adaptación por Estela Scarlata.                                                             |  |
| La Leyenda del Maiz                                                         | Anfiteatro de Elysian Park                                                                                     | 2010-2019 | Adaptación por Estela Scarlata.                                                             |  |
| Sounds of Music                                                             | Anfiteatro de Elysian Park                                                                                     | 2010-2019 | Adaptación de pelicula musical Sounds of Music por Estela Scarlata.                         |  |